# Gierniak
Gierniak (prononciation : [ˈɡʲɛrɲak]) est un village polonais de la gmina de Krzczonów dans le powiat de Lublin de la voïvodie de Lublin dans l'est de la Pologne.
Il se situe à environ 4 kilomètres au sud-ouest de Krzczonów (siège de la gmina) et 31 kilomètres au sud de Lublin (siège du powiat et capitale de la voïvodie).
Le village comptait approximativement une population de 78 habitants en 2013 .

## Histoire
De 1975 à 1998, le village est attaché administrativement à l'ancienne voïvodie de Lublin.
Depuis 1999, il fait partie de la nouvelle voïvodie de Lublin.